# Bill Hamilton
Sir William „Bill“ Hamilton OBE (* 26. Juli 1899 in Fairlie, Canterbury, Neuseeland; † 30. März 1978) war ein neuseeländischer Ingenieur. Er gilt als Erfinder des Jetboots.

## Leben
Hamilton besuchte die Waihi Preparatory School in Canterbury und das Christ’s College in Canterbury. In den 1950er Jahren entwarf er in Neuseeland die ersten Jetboote. 1947 konstruierte er einen ersten Skilift am Coronet Peak.

## Preise und Auszeichnungen (Auswahl)
- 1961: Officer des Order of the British Empire
- 1974: Knight Bachelor